# Park Narodowy Mount Buffalo
Mount Buffalo (Mount Buffalo National Park) – park narodowy położony w stanie Wiktoria w Australii, około 200 km na północny wschód od Melbourne. Jeden z najstarszych parków narodowych. Wybudowano w nim pierwszy w Australii wyciąg narciarski. W parku znajduje się najprawdopodobniej największy głaz narzutowy na świecie – „Lewiatan” o wymiarach 33 × 21 x 12 m.